# Audi R10 TDI
Audi R10 TDI, geralmente abreviado para R10, é um carro de corrida  da fabricante alemão de automóveis Audi. O carro é, de longe, um clássico em Le Mans, vencendo todos os anos desde a introdução para a introdução do novo R15. Ele foi projetado e construído para correr na classe protótipo Le Mans LMP1 das 24 Horas de Le Mans e outras corridas de resistência similar. O carro foi apresentado no dia 13 de dezembro de 2005 às 12:00 CET  e passou a ganhar tanto a sua corrida inaugural no 2006 12 Horas de Sebring, em março, junho 2006 e as 24 Horas de Le Mans.
Foi o primeiro carro movido a diesel a vencer um desses eventos. Este é o mais ambicioso e o projeto mais caro já realizado pela Audi Sport, tendo custado  $15 milhões por ano.

## Chassi
O Audi R10 TDI, foi construído para substituir o seu antecessor, o Audi R8 Race Car, um modelo bem sucedido, provando que venceu cinco vezes em Le Mans desde 2000,  ganhando uma reputação como um dos carros de corrida de maior sucesso de todos os tempos. Nos anos posteriores, o Automobile Club de l'Ouest (ACO), que define as regras para a corrida nas 24h de Le Mans, reduzindo o tamanho do restritor no motor para tornar as corridas mais competitivas. Em resposta ao novo nível de concorrência, o desenvolvimento de um sucessor foi necessário.
Iniciou-se o R10. Em conformidade com as novas regras, um segundo aro de rolagem  é adicionado. O design e a aerodinâmica foram desenvolvidas pela Audi, que utilizaram o túnel de vento Fondtech para aperfeiçoar e verificar a nova aerodinâmica. O monocoque é construído pela Dallara, bem como com vários fornecedores de fabricação de todos os componentes e subconjuntos. Os carros são montados pela Audi em Ingolstadt.